# Turşsu
Turşsu (armeniska: Լիսագոր) är en ort i Azerbajdzjan.   Den ligger i distriktet Şuşa Rayonu, i den sydvästra delen av landet, 290 km väster om huvudstaden Baku. Turşsu ligger 1 691 meter över havet och antalet invånare är 957.
Terrängen runt Turşsu är huvudsakligen kuperad, men österut är den bergig. Närmaste större samhälle är Shushi, 12,2 km nordost om Turşsu. 
Trakten runt Turşsu består i huvudsak av gräsmarker. Runt Turşsu är det ganska tätbefolkat, med 65 invånare per kvadratkilometer.